# Ulica Leszno w Warszawie
Ulica Leszno – ulica w warszawskiej dzielnicy Wola. 

## Historia
Ulica powstała w miejscu dawnego traktu z Warszawy do Błonia. Jej nazwa pochodzi od jurydyki Leszno założonej 8 stycznia 1648 roku przez podskarbiego wielkiego koronnego Bogusława Leszczyńskiego ze swoim stryjem kanclerzem wielkim koronnym Janem Leszczyńskim. Ulica stanowiła oś osadniczą jurydyki. Na Lesznie osiedlała się głównie ludność wyznania ewangelickiego, przybyła z Leszna.
Od 1897 pod nr 58 znajdowała się centrala warszawskiego pogotowia ratunkowego.
Zabudowa ulicy ucierpiała w czasie obrony Warszawy we wrześniu 1939. Podczas okupacji niemieckiej nazwę ulicy zmieniono na Gerichtstraße (od znajdujących się pod nr 53/55 budynku Sądów).
W listopadzie 1940 ulica do ulicy Żelaznej znalazła się w obrębie getta warszawskiego. Po wojnie wschodnia i środkowa część ulicy Leszno stała się częścią Trasy W-Z i nadano jej nazwę alei Świerczewskiego (obecnie alei „Solidarności”). Historyczną nazwę zachował jedynie zachodni odcinek ulicy (od al. „Solidarności” do ul. Młynarskiej).
W latach 60. XX wieku ulicę przebudowano na dwujezdniową. Od ulicy Okopowej do Karolkowej nową jezdnię dobudowano po stronie północnej, a na dalszym odcinku – po południowej.

## Ważniejsze obiekty
- Pomnik Ofiar Rzezi Woli

## Obiekty nieistniejące
- Kercelak
- Kino W-Z
- Klub muzyczny Fugazi
- Ogród Rembaczewskiego